# Samzhubzê
| Tibetische Bezeichnung                       |
| -------------------------------------------- |
| Tibetische Schrift: བསམ་འགྲུབ་རྩེ་ཆུས།            |
| Wylie-Transliteration: bsam ’grub rtse       |
| Offizielle Transkription der VRCh: Samzhubzê |
| THDL-Transkription: -                        |
| Andere Schreibweisen: Samdruptse             |
| Chinesische Bezeichnung                      |
| Traditionell: 桑珠孜區                       |
| Vereinfacht: 桑珠孜区                        |
| Pinyin:Sāngzhūzī Qū                          |

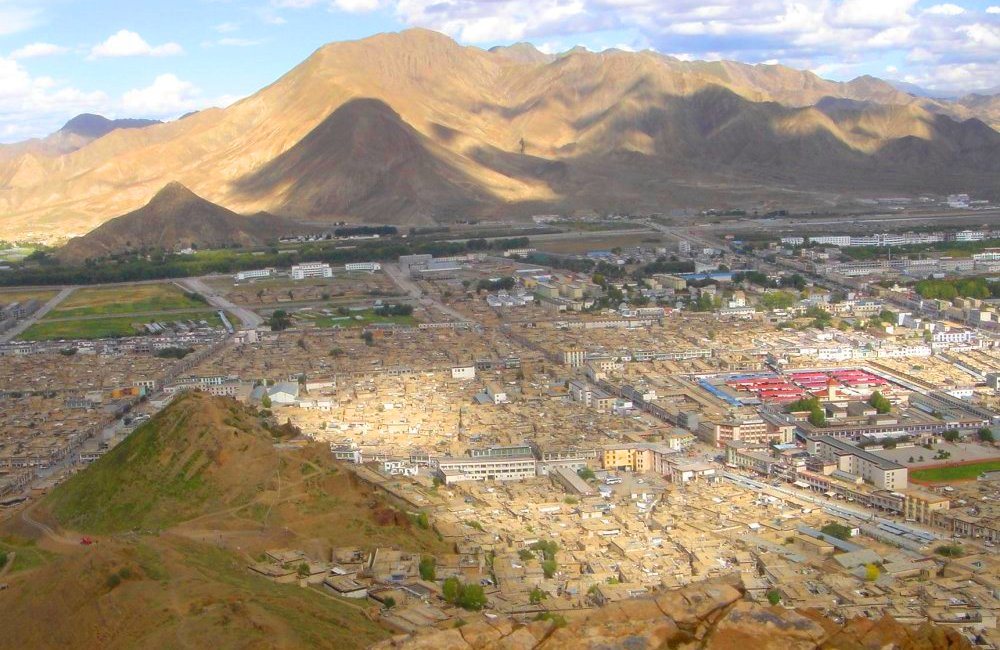
Ortsansicht von Samzhubzê (2005)

Samzhubzê (tibetisch: བསམ་འགྲུབ་རྩེ་ཆུས།, Umschrift nach Wylie: bsam ’grub rtse) ist seit dem 26. Juni 2014 ein Stadtbezirk der bezirksfreien Stadt Xigazê und auch deren Regierungssitz. Samzhubzê ging aus der ehemaligen kreisfreien Stadt Xigazê hervor.
Das Verwaltungsgebiet Samzhubzês hat eine Fläche von 3.672 km² und 158.290 Einwohner (Stand: Zensus 2020). Beim Zensus im Jahre 2010 waren 120.374 Einwohner gezählt worden und 2000 waren es 99.863 Einwohner. Der Stadtbezirk liegt am Nyang Qu kurz vor dessen Mündung in den Yarlung Zangbo (Brahmaputra), auf 3.840 m Seehöhe. Die Jahresdurchschnittstemperatur beträgt 6 °C und die jährlichen Niederschläge betragen durchschnittlich 420 mm.

## Administrative Gliederung

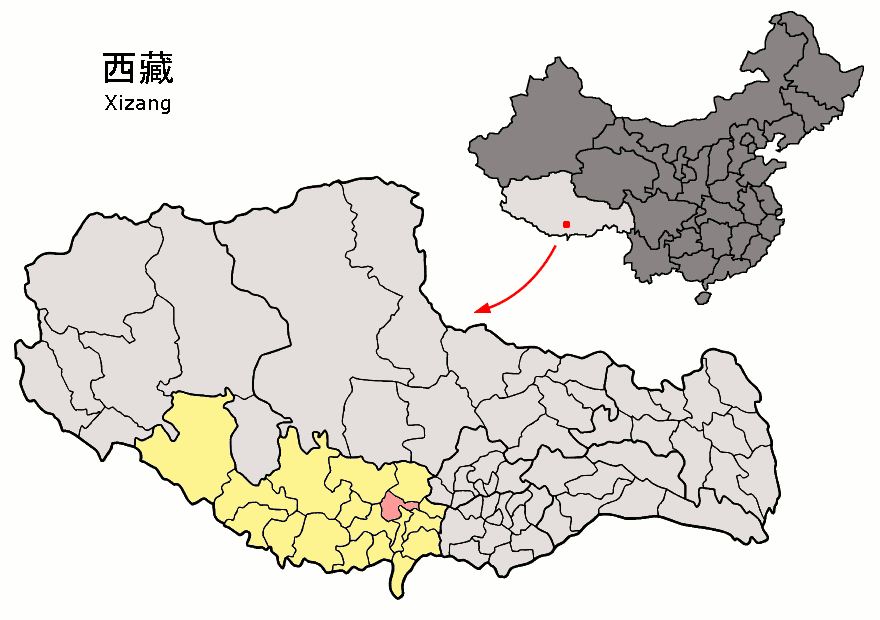
Lage des Stadtbezirks Samzhubzê (rosa) im Verwaltungsgebiet der Stadt Xigazê (gelb) in Tibet (hellgrau)

Auf Gemeindeebene setzt sich der Stadtbezirk aus zwei Straßenvierteln und zehn Gemeinden zusammen. Diese sind (Einwohnerzahlen: Zensus 2000):
- Straßenviertel Chengbei (城北街道 = „Nordstadt“), 10.694 Einwohner
- Straßenviertel Chengnan (城南街道 = „Südstadt“), 35.366 Einwohner
- Gemeinde Qumig (曲美乡), 5.692 Einwohner
- Gemeinde Nyarixung (聂日雄乡), 4.757 Einwohner
- Gemeinde Qugboxung (曲布雄乡), 5.160 Einwohner
- Gemeinde Lhain (联乡), 4.768 Einwohner
- Gemeinde Gyacoxung (甲措雄乡), 11.454 Einwohner
- Gemeinde Nar (纳尔乡), 1.765 Einwohner
- Gemeinde Nyamo (年木乡), 2.926 Einwohner
- Gemeinde Donggar (东嘎乡), 8.748 Einwohner
- Gemeinde Benxung (边雄乡), 3.897 Einwohner
- Gemeinde Jangdam (江当乡), 4.636 Einwohner

## Geschichte

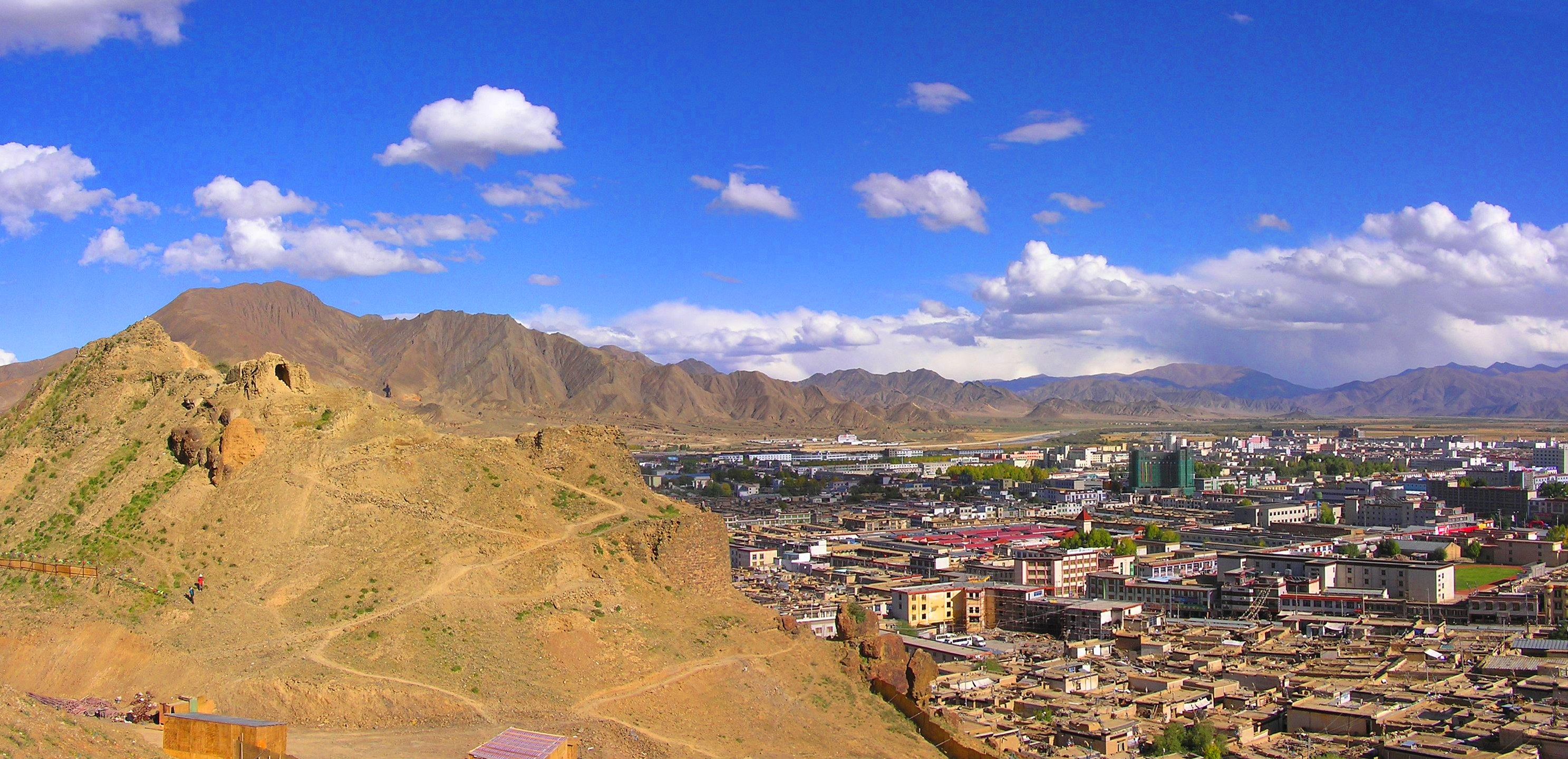
Blick auf die noch nicht wieder aufgebaute Festung Samzhubzê und den gleichnamigen Stadtbezirk (2005)

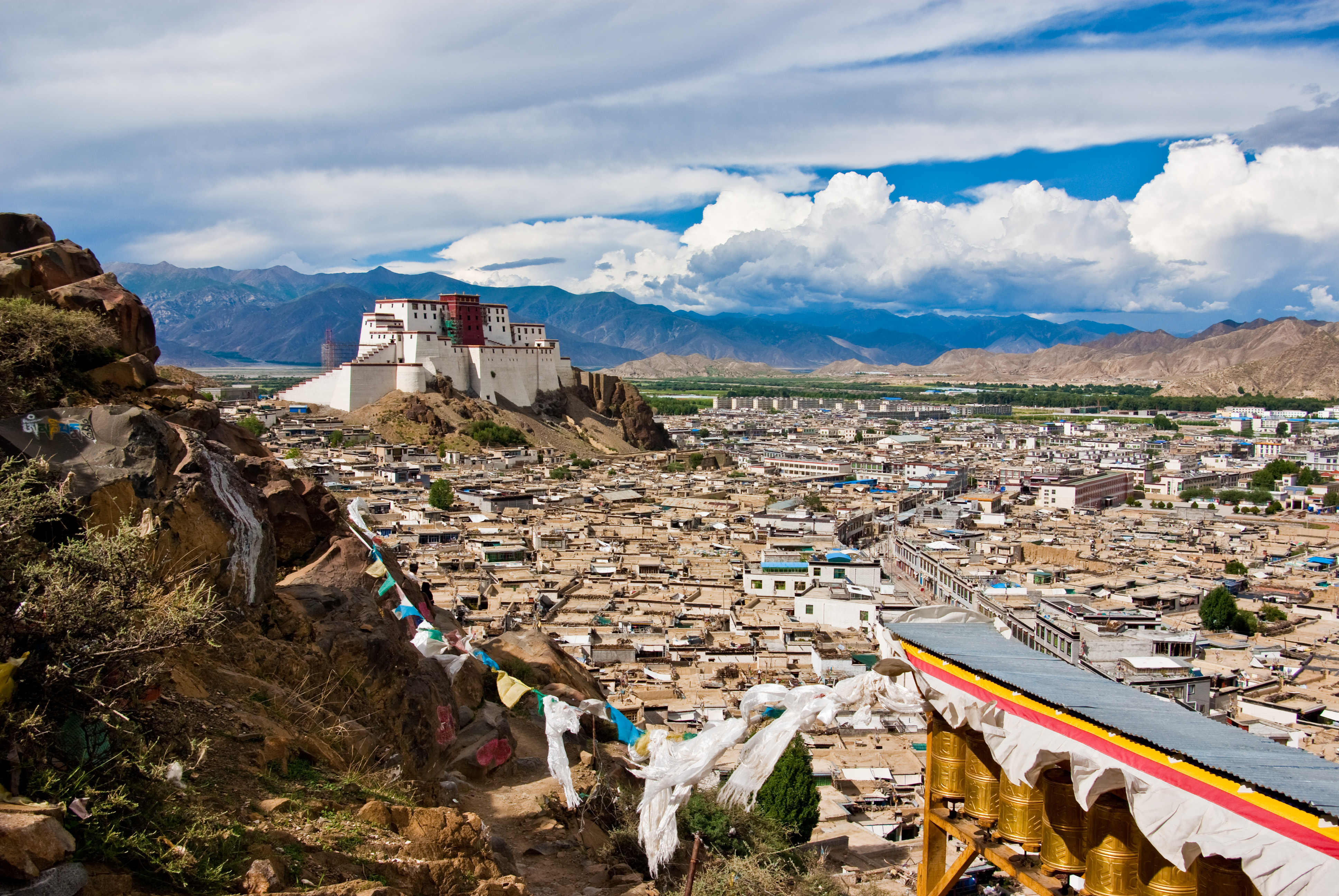
Die wiederaufgebaute Festung Shigatse Dzong (2008)

Der heutige Stadtbezirk entwickelte sich am Fuße der alten Festung Samzhubzê (tib.: bsam grub rtse), die 1363 erbaut wurde und nach der er benannt ist. Bis ins 20. Jahrhundert hinein wurde der Ort oft einfach „Shigatse Dzong“ genannt.
Bis Mitte des 17. Jahrhunderts war Samzhubzê Sitz der Könige von Tsang, die von hier aus über längere Zeit große Teile Tibets – inklusive Lhasa – herrschten. Als zu Beginn des 17. Jahrhunderts die Gelugpa mit Hilfe der Mongolen aus Amdo die Vorherrschaft erringen konnten, wurde der 5. Dalai Lama 1642 „Herrscher von Tibet“. Da dieser jedoch in Lhasa residierte, wurde dort in der Folge der Potala-Palast errichtet, dessen Vorbild die Burg Samzhubzê bzw. Shigatse Dzong gewesen sein dürfte. In Pracht und Dimension jedoch überragte er dieses deutlich. 1950 wurde die Festung Samzhubzê zerstört. Im Zeitraum von 2005 bis 2007 wurde sie mit Spendengeldern aus Shanghai rekonstruiert. Dem Wiederaufbau dienten alte Fotos als Grundlage, doch ist der Bau heute in Zement- oder Betonmauern ausgeführt worden, die außen anschließend mit Natursteinen verkleidet werden sollen. Er soll zu einem Museum über die antike Kultur der Stadt umgestaltet werden.

## Trashilhünpo

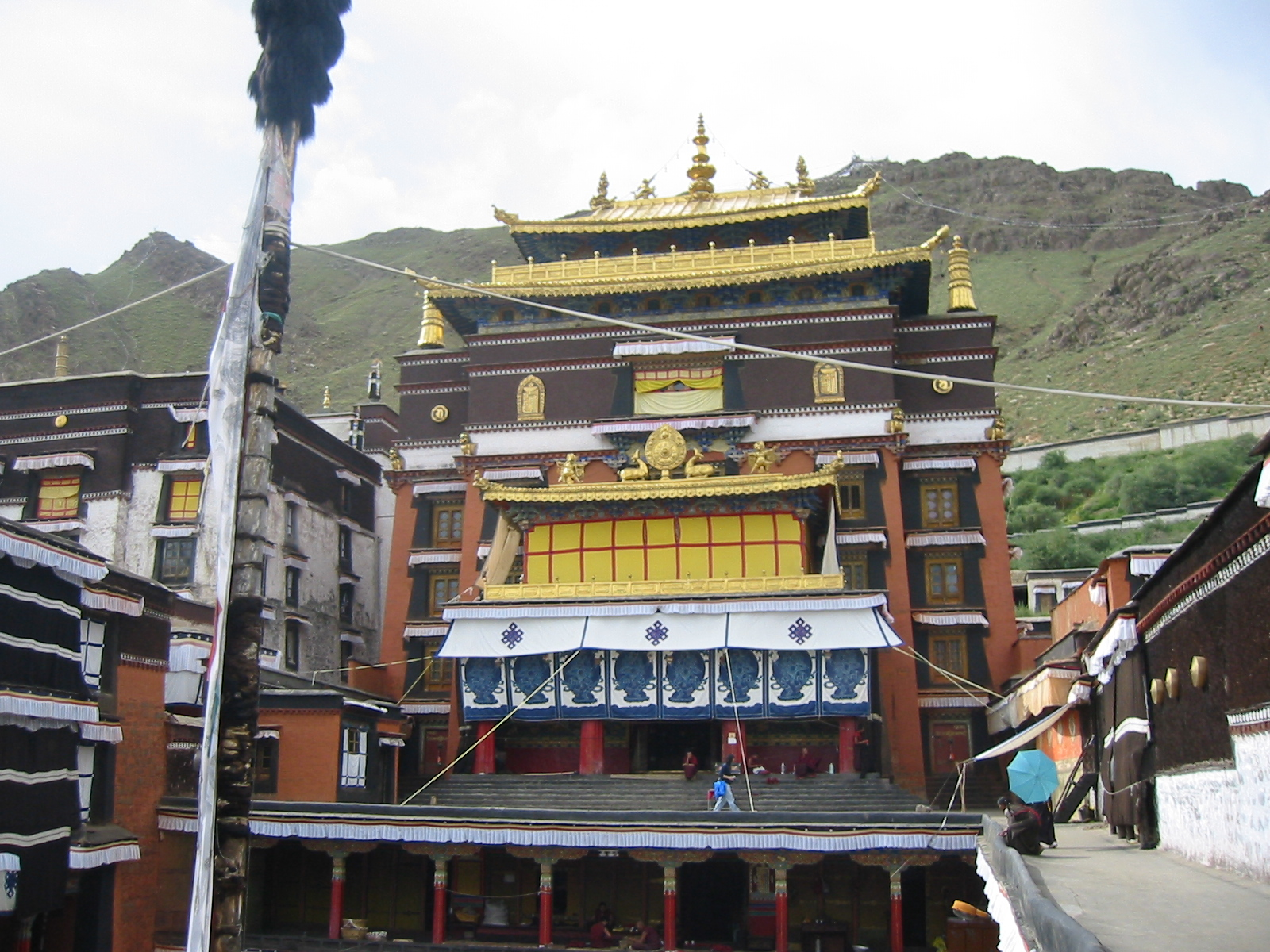
Grabhalle des 10. Penchen Lamas im Kloster Trashilhünpo

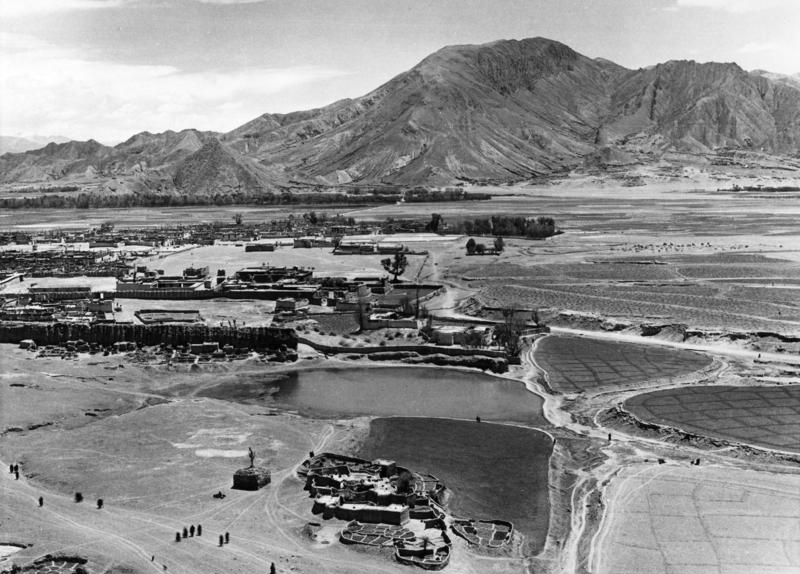
Samzhubzê 1939

In Samzhubzê befindet sich der Sitz des Penchen Lama, einer der wichtigsten Autoritäten im tibetischen Buddhismus. Bereits seit 1446 residiert der Penchen Lama im Kloster Trashilhünpo, dem bedeutendsten Kloster der Gelug-Tradition in Westtibet.
1791 wurden Stadt und Kloster von den aus Nepal einfallenden Gurkhas attackiert und geplündert. Diese Invasion aus dem südlichen Nachbarreich war Anlass für die Lhasa-Regierung, den mandschu-chinesischen Herrscher in Peking (Qianlong) um militärischen Beistand zu bitten. Die nepalesischen Soldaten wurden mit Unterstützung der kaiserlichen Armee, deren Soldaten sogar bis auf 50 km an Kathmandu heranrückten, aus dem Land vertrieben – fortan blieb die chinesische Macht in Tibet präsent.
Zum Verwaltungsgebiet von Samzhubzê zählt außerdem noch das bekannte Kloster Shalu (tib.: zhwa lu), das etwa 15 km südöstlich des Zentrums in einem Seitental des Flusses Niang Qu liegt.

## Verkehr
Samzhubzê liegt an der Nationalstraße G318, die von Shanghai über Chengdu (Provinz Sichuan) und Lhasa nach Xigazê und von hier über Lhazê nach Kathmandu in Nepal bzw. ab Lhazê als G 219 über Westtibet bis nach Kargilik bei Yarkant in Xinjiang führt.
Die Bahnstrecke Lhasa–Xigazê endet in Samzhubzê.
Der Friedens-Flughafen Xigazê liegt 43 km östlich des Stadtbezirkszentrums im Tal des Yarlung Zangbo.